# 中環駅
中環駅（ちゅうかんえき、セントラルえき）は香港中西区中環にある、香港鉄路（MTR）港島線と荃湾線の駅である。1980年2月12日に開業した。
中環駅は地下通路で香港駅と結ばれている（歩行で約5~10分）。この点は尖東駅と尖沙咀駅の構造に似ている。

## 歴史
- 1980年2月12日 - 荃湾線の駅が開業。
- 1984年 - C・D出入口を開設。
- 1985年
  - 5月31日 - 英語名を「Chater」から「Central」に改称。
  - 詳細日時不明 - K出入口を開設。
- 1986年5月23日 - 港島線の駅が開業。
- 2013年11月28日 - L出入口を開設[1]。
- 2019年3月18日 - 荃湾線の当駅付近のポイントで電車衝突事故が発生。この影響で荃湾線当駅-金鐘間が2日間運休となる。詳細は港鉄中環駅列車衝突事故（中国語版、広東語版）を参照。

## 駅構造
地下駅。港島線は単式ホーム2面2線、荃湾線は島式ホーム1面2線を有する。港島線ホームは柴湾方面が地下2階、堅尼地城地下4階にあり、これらのホームの中間階（地下3階）に荃湾線ホームがある。
地下2階港島線柴湾方面ホームは改札階コンコースと同一階にある。改札口は地下2階及び地下1階に設置されている。香港駅へは地下2階コンコースから改札内乗り換え通路が設けられている。

### 駅階層
| G 地面                | -                                | 出口                                               |
| 閣樓                  | 遮打道コンコース                 | 芸術管道                                           |
| L1 コンコース         | 畢打街コンコース                 | 客務中心、商店                                     |
| L1 コンコース         | 畢打街コンコース                 | 恒生銀行、自動サービス、自動券売機                 |
| L1 コンコース         | 畢打街コンコース                 | 「e分鐘著數」機                                    |
| L1 コンコース         | 遮打道コンコース                 | 客務中心、商店                                     |
| L1 コンコース         | 遮打道コンコース                 | ATM                                                |
| L2 コンコース/ ホーム | 遮打道コンコース                 | 客務中心、商店                                     |
| L2 コンコース/ ホーム | 遮打道コンコース                 | 恒生銀行、自動サービス、ATM                        |
| L2 コンコース/ ホーム | 畢打街コンコース                 | 客務中心、商店                                     |
| L2 コンコース/ ホーム | 畢打街コンコース                 | 行人トンネル（香港駅東涌線コンコースヘ）           |
| L2 コンコース/ ホーム | 畢打街コンコース                 | 「e分鐘著數」機、「iCentre」インターネットセンター |
| L2 コンコース/ ホーム | 単式ホーム、左側のドアが開く     |                                                    |
| L2 コンコース/ ホーム | ❸番線                            | ■港島線柴湾方面→                                   |
| L3 ホーム             | ❶番線                            | ■荃湾線荃湾方面→                                   |
| L3 ホーム             | 島式ホーム、左／右側のドアが開く |                                                    |
| L3 ホーム             | ➋番線                            | ■荃湾線荃湾方面→                                   |
| L4 ホーム             | 単式ホーム、右側のドアが開く     | 単式ホーム、右側のドアが開く                       |
| L4 ホーム             | ❹番線                            | ←■港島線堅尼地城方面                               |

### 出口
畢打街コンコース（L1）
- A  - 干諾道中（中国語版、広東語版）
  - 干諾道中、バスターミナル、中環埠頭（中国語版、広東語版）、香港海事博物館（中国語版、広東語版）、欧陸貿易センター、交易広場、フォーシーズンズ・ホテル・香港、郵政総局、国際金融中心、ジャーディン・ハウス
- B - 環球ビル（中国語版）
  - 環球ビル、工業総会簽證処、華人銀行ビル、香港総商会簽證部、恒生銀行総行（中国語版、広東語版）、協成行センター、永安集団ビル（中国語版）
- C - 利源東（中国語版、広東語版）/西街（中国語版、広東語版）
  - 中環街市創興銀行（中国語版、広東語版）センター、徳輔道中（中国語版、広東語版）、利源東街、利源西街、万宜ビル（中国語版、広東語版）、赤十字捐血站、徳成ビル
- D - 畢打街（中国語版、広東語版）
  - D1 - 藝穗会（中国語版）、華人行（中国語版、広東語版）、怡安華人行、畢打行（中国語版）、畢打街、ザ・センター、港中病院、会徳豊ビル（中国語版）
  - D2 - 卡佛ビル（中国語版）、徳己立街（中国語版、広東語版）、エンターテインメント・ビルディング、蘭桂坊ホテル、蘭桂坊（中国語版、広東語版）、豊盛創建（中国語版）ビル、100QRC（中国語版、広東語版）、皇后大道中（中国語版、広東語版）、中央広場（中国語版）、戯院里

遮打道コンコース（L1）
- E - 遮打ビル（中国語版、広東語版）
  - 遮打ビル、遮打道（中国語版、広東語版）
- F - 聖佐治ビル（中国語版）
  - 雪廠街（中国語版、広東語版）、聖佐治ビル、マンダリン・オリエンタル香港
- G - ザ・ランドマーク
  - 東亜銀行ビル、中建ビル（中国語版、広東語版）、中匯大廈（中国語版、広東語版）、告羅士打ビル、香港外国記者会（中国語版、広東語版）、置地広場
- H - 歴山ビル（中国語版）（地庫）
  - 歴山ビル

遮打道大堂（L2）
- J - 遮打花園（中国語版、広東語版）
  - J1 - 昃臣道（中国語版、広東語版）、終審法院ビル
  - J2 - 中国銀行タワー、長江センター、遮打道（中国語版、広東語版）、美利道（中国語版、広東語版）、シティバンクタワー、山頂トラム中環総駅
  - J3 - AIGビル、バンク・オブ・アメリカ・タワー（中国語版、広東語版）、和記ビル、昃臣道、香港会ビル
- K - 皇后像広場（中国語版、広東語版）
  - 大会堂、愛丁堡広場（中国語版、広東語版）、香港上海銀行・香港本店ビル、太子ビル（中国語版）、スタンダードチャータード銀行ビル、皇后像広場、スタンダードチャータード銀行ビル
- L - 中国建設銀行ビル（中国語版、広東語版）
  - 中国建設銀行ビル、東昌大廈（中国語版）

## 利用状況
毎日約25万人が利用しており、香港の駅としては3番目の多さを誇る。

## 駅周辺
- DON DON DONKI 100QRC店（2020年10月15日オープン[5][6]）
- 大会堂公共図書館
- 香港駅

など

## 周辺の交通機関
鉄道
- 港鉄
  - 香港駅（機場快線・東涌線）
- トラム
- ピークトラム
  - 中環総駅

バス
- 新世界第一バス：
  - 4 - 華富（中国語版、広東語版）南 ↺ 中環
  - その他系統：2、4X、13、15、15C、18、18P、23A、23B、25、26、30X、43X、46X、66、M590、720、720P、M722
- 城巴：
  - 37A - 置富花園（中国語版、広東語版） ↺ 中環
  - 37B／37X - 置富花園 ↺ 金鐘
  - その他系統1、5B、5X、6、6X、10、11、12、12A、12M、40M、70、75、90、90B、97、260、780、788、A11、A12、E11
- トンネルバス：
  - 101、104、109、111、113、115、115P、182、307、603、603S、619、619P、680X、681、681P、690、690P、905、914、930、930X、960、961、962、962B、962X、967、968、969

小型バス
- 港島小型バス：
  - 55 - 瑪麗病院（中国語版、広東語版） ↺ 中環
  - その他系統：1、1A、2、3、3A、8X、9、22、54

フェリー
- 珀麗湾客運（中国語版、広東語版）：
  - 中環（中国語版、広東語版） ↔ 馬湾珀麗湾（中国語版、広東語版）
- 愉景湾航運（中国語版、広東語版）：
  - 中環（中国語版、広東語版） ↔ 大嶼山愉景湾
- 港九フェリー（中国語版、広東語版）：
  - 中環（中国語版、広東語版） ↔ 南丫島榕樹湾（中国語版、広東語版）
  - 中環（中国語版、広東語版） ↔ 南丫島索罟湾（中国語版、広東語版）
- 新世界第一フェリー（中国語版、広東語版）：
  - 中環（中国語版、広東語版） ↔ 長洲
  - 中環（中国語版、広東語版） ↔ 大嶼山梅窩
  - 中環（中国語版、広東語版） ↔ 大嶼山坪洲
- スターフェリー：
  - 中環 ↔ 九龍尖沙咀
  - 中環 ↔ 九龍紅磡

## 隣の駅
香港鉄路
■港島線
上環駅 - 中環駅 - 金鐘駅
■荃湾線
中環駅 - 金鐘駅